# Antonín Odehnal

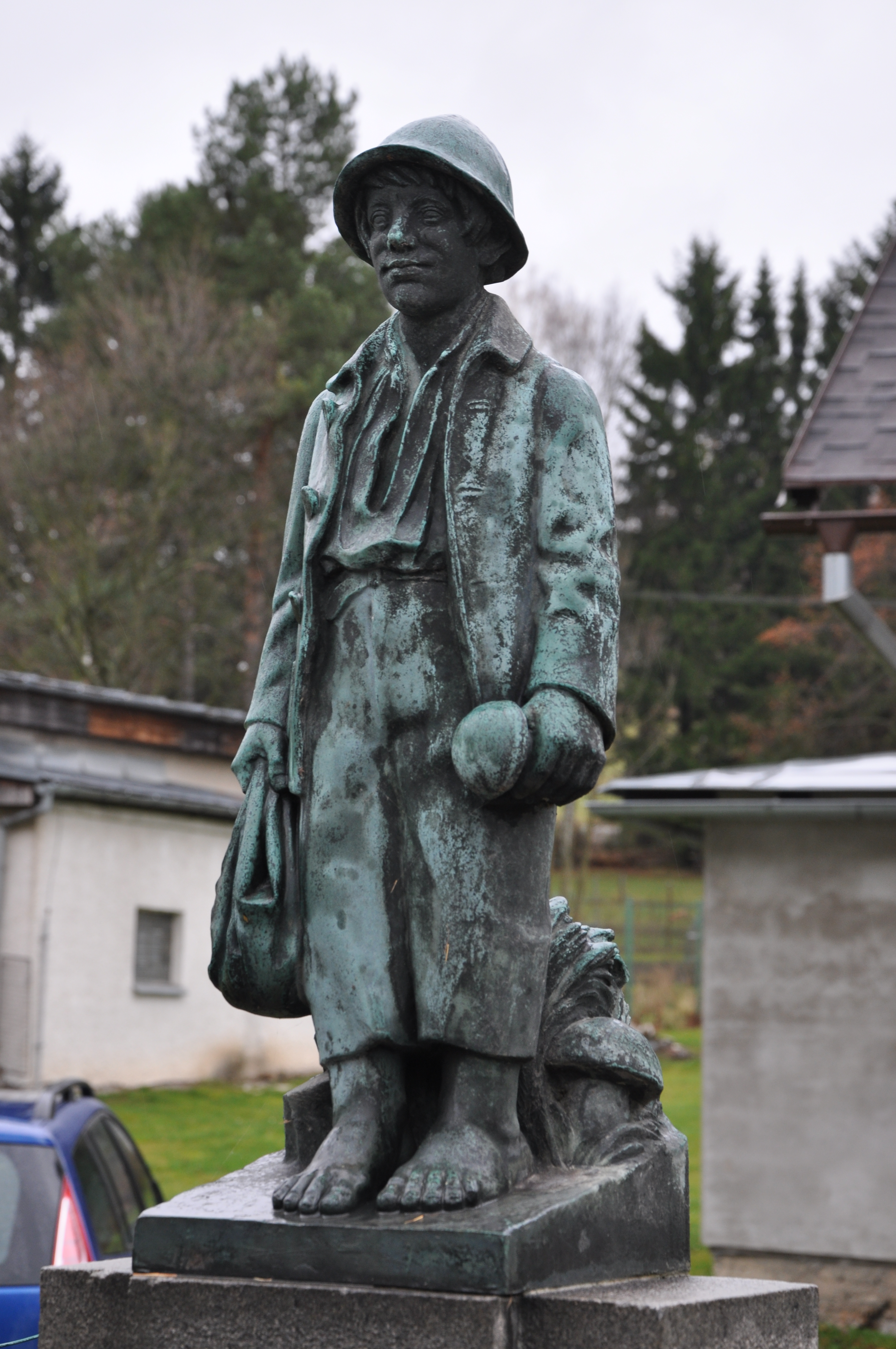
Socha houbaře na kašně ve Svratce od Antonína Odehnala

Antonín Odehnal (1. října 1878 Svratka – 6. dubna 1957 Praha) byl český sochař a medailér.

## Životopis
Antonín Odehnal se narodil 1. října 1878 ve Svratce v Palackého ulici čp.79 jako syn kupce.
Navštěvoval obecnou školu ve Svratce, od roku 1892 odbornou keramickou školu v Bechyni, kde absolvoval v roce 1895. Protože trpěl velkou chudobou, avšak vynikal výrazným talentem, podporovalo jej město Svratka ve výživě i na studiích.
V letech 1902–1909 studoval na umělecko-průmyslové škole v Praze u profesora Stanislava Suchardy. Poté vyučoval na odborné škole pokračovací v Praze.
Po 1. světové válce Antonín Odehnal navrhoval a vytvořil mnoho pomníků padlým, namátkou lze jmenovat Třebíč (ovšem za 2. světové války zničen), reliéfy na pomníku padlým v Praze XIX, Hlinsku, v roce 1934 také památník padlým ve Svratce, který autor věnoval svému rodnému městu. Pro Svratku také vytvořil sošku Houbaře a spolu s Karlem Pavlíkem provedl reliéfní výzdobu svratecké sokolovny (1928).
Od 20. let se Odehnal také věnoval návrhům mincí a medailí, zúčastnil se svým návrhem soutěže na dukát, byl i příležitostným malířem.
Svému rodnému městu věnoval několikrát i peněžní dary, obnos byl později věnován na stavbu sokolovny.
Dne 6. dubna 1957 zemřel v Praze.